# 莫斯科大環市鐵路

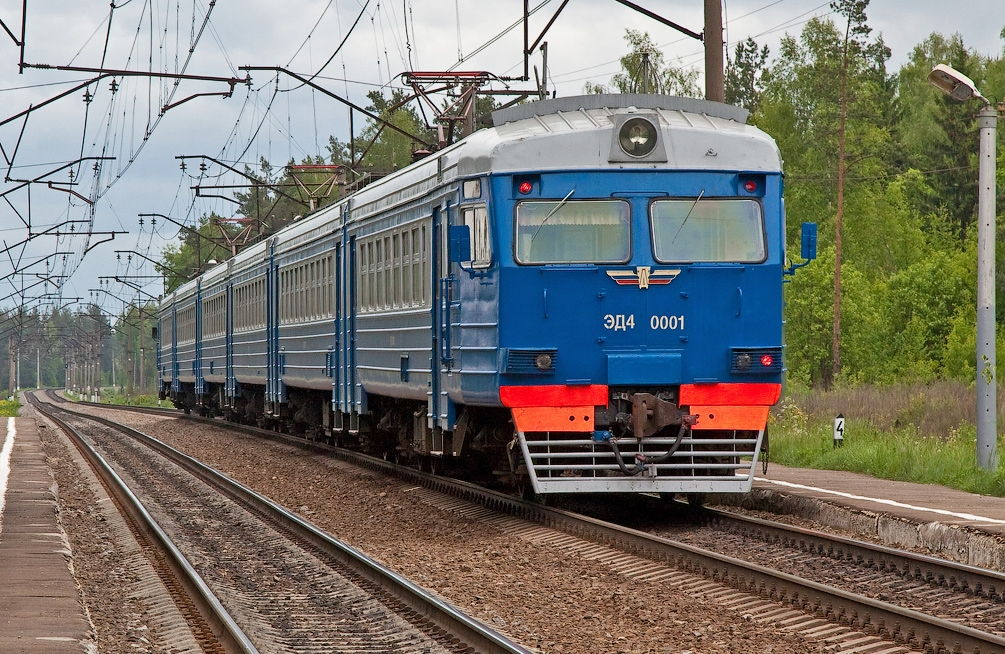
行駛於卡拉巴諾沃－基爾扎奇區間的ED-4列車

莫斯科大環市鐵路（羅馬化：Bolshoe koltso Moskovskoy zheleznoy dorogi）是俄羅斯位於首都莫斯科、莫斯科州和弗拉基米爾州一條環形鐵路，位於莫斯科環城公路以外。全長584公里。
1940年東半環完工，西半環1941至1943年完工。1960年代完成電氣化。經過城市包括亞歷山德羅夫、奧列霍沃-祖耶沃、沃斯克列先斯克、米赫涅沃、庫賓卡等。

## 外部連結
- http://ru_bmo.livejournal.com/ （页面存档备份，存于）
- http://rasp.yandex.ru/city/213/direction?direction=msk_kol（页面存档备份，存于）